# Alto Palancia
L'Alto Palancia (in valenciano: Alt Palància) è una delle 34 comarche della Comunità Valenciana, con una popolazione di 23 688 abitanti in maggioranza di lingua castigliana; suo capoluogo è Segorbe (val. Sogorb).
Amministrativamente fa parte della provincia di Castellón, che comprende 8 comarche.